# 이용곤
이용곤(1934년 10월 8일~2019년 3월 10일)은 대한민국의 정치인이다. 제11대 국회의원을 지냈다.

## 역대 선거 결과
|  | 0.98% |

|  | 21.6% |

|  | 6.03% |

|  | 3.7% |